# Triamescaptor aotea
Triamescaptor · Courtilière de Nouvelle-Zélande, Honi
Genre
Espèce
Triamescaptor aotea, la Courtilière de Nouvelle-Zélande, est une espèce de courtilières aptères endémique de Nouvelle-Zélande. Elle vit sous terre et n'est que rarement observée. Elle est maintenant limitée à certaines parties du sud de l'île du Nord.

## Taxonomie
Cette courtilière était bien connue des Maoris, qui la rencontraient en cultivant leurs jardins et l'appelaient honi. Les courtilières collectées en Nouvelle-Zélande étaient supposées appartenir à l'espèce européenne Gryllotalpa vulgaris (un synonyme de Gryllotalpa gryllotalpa), dont la nymphe aptère ressemble à l'espèce de Nouvelle-Zélande adulte. Triamescaptor aotea a été nommé et décrit par Norman Tindale en 1928 à partir de deux spécimens collectés en 1915 à Aramoho, près de Wanganui.
C'est la seule espèce de son genre et son genre est le seul de la tribu des Triamescaptorini. Ses plus proches parents sont deux espèces australiennes de Gryllotalpa. Triamescaptor est parfois mal orthographié en « Trimescaptor » dans certaines publications ultérieures.

## Description

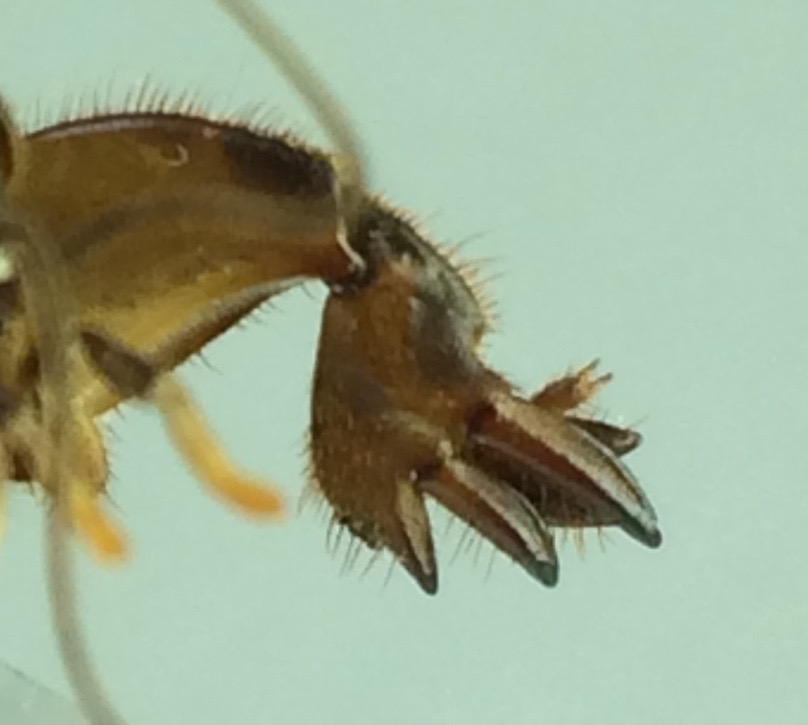
Patte avant d'une courtilière de Nouvelle-Zélande montrant les dactyles utilisés pour creuser (deux mobiles et un fixe).

Triamescaptor aotea mesure 20 à 30 mm de long et est de couleur brun moyen à foncé, avec des antennes saillantes distinctes et de longs cerques à l'arrière de l'abdomen. Ces cerques sont sensoriels et permettent à l'insecte de reculer dans son tunnel aussi facilement que d'aller vers l'avant. Le premier segment de son thorax est allongé, arrondi et blindé. Ses pattes avant sont fortement modifiées pour creuser, aplaties et en forme de pelle, avec seulement trois griffes, ou dactyles, sur le tibia, deux mobiles et un fixe (les courtilières du genre Gryllotalpa en ont quatre),.
Contrairement à d'autres espèces de Gryllotalpidae, la Courtilière de Nouvelle-Zélande n'a pas d'ailes, pas même vestigiales. Comme les courtilières produisent du son par stridulation de leurs ailes, cette espèce est nécessairement silencieuse et elle n'a pas les oreilles que d'autres espèces ont sur leurs tibias avant. Toutes les courtilières ailées trouvées en Nouvelle-Zélande sont probablement des Gryllotalpa européennes introduites, avec lesquels l'espèce néo-zélandaise a parfois été confondue.

## Écologie
Les courtilières de Nouvelle-Zélande vivent sous terre, dans des galeries circulaires d'environ 1 cm de diamètre, entre 10 et 20 cm sous la surface,. Les femelles pondent des œufs dans les chambres latérales de la galerie et les gardent jusqu'à leur éclosion. Elles sont omnivores et se nourrissent des racines de plantes et d'autres insectes fouisseurs tels que les larves du hanneton Costelytra zealandica (en) et les chenilles de pyrales du genre Wiseana (en). Pendant la pluie ou les inondations, les courtilières sortent de leurs terriers pour se nourrir ; on en a retrouvé dans l'estomac d'anguilles du lac Pounui (dans la région de Wairarapa), qui se nourrissent la nuit dans les prés inondés.

## Distribution
Son mode de vie souterrain rend cette espèce vulnérable aux modifications agricoles. Autrefois répandue, elle semble maintenant être limitée à certaines parties du sud de l'île du Nord, notamment Hawke's Bay, Wanganui, près de Levin, du lac Wairarapa et du lac Pounui, et sur l'île d'Urville. Elle est probablement aussi consommée par les rats introduits. Le ministère de la Conservation considère l'espèce en péril parce qu'elle est naturellement peu commune.

## Systématique
Le nom valide complet (avec auteur) de ce taxon est Triamescaptor aotea Tindale, 1928.